# Ringtheorie
In de wiskunde is de ringtheorie de studie van ringen, algebraïsche structuren, waar de operaties optellen en vermenigvuldigen zijn gedefinieerd en vergelijkbare eigenschappen hebben als bij de gehele getallen. De ringtheorie bestudeert de structuur van ringen, hun representaties, of anders gezegd modulen, speciale klassen van ringen (groepenringen, delingsringen, universele envelopperende algebra's, evenals een scala aan eigenschappen die zowel in de ringtheorie zelf als voor haar toepassingen van belang bleken te zijn, zoals homologische eigenschappen en polynomiale identiteiten.
Commutatieve ringen worden veel beter begrepen dan niet-commutatieve ringen. Door de intieme connecties met de algebraïsche meetkunde en de algebraïsche getaltheorie, die beide veel natuurlijke voorbeelden van commutatieve ringen aandragen, is de theorie van de commutatieve ringen, die eerder als een onderdeel van de commutatieve algebra en de lichamentheorie wordt beschouwd dan als een onderdeel van de algemene ringtheorie, heel verschillend van smaak dan de theorie van haar niet-commutatieve tegenhangers. Een vrij recente trend die in de jaren 1980 met de ontwikkeling van de niet-commutatieve meetkunde en met de ontdekking van de kwantumgroepen is begonnen, probeert de situatie om te draaien door de theorie van bepaalde categorieën van niet-commutatieve ringen op een meetkundige manier op te bouwen alsof zij ringen van functies op (niet-bestaande) 'niet-commutatieve ruimten' waren.

## Definitie
Formeel is een ring {\displaystyle (R,+,\,\cdot \,)} een drietal waarvan {\displaystyle (R,+)} een abelse groep is, voorzien van een binaire operatie {\displaystyle \cdot } die distributief is over de optelling {\displaystyle +}. Deze operatie wordt vermenigvuldiging genoemd. Verder heeft de vermenigvuldiging {\displaystyle \cdot } een eenheidselement.
De ring waarin het eenheidselement gelijk is aan het nulelement (additieve identiteit), heeft slechts één element, en wordt de triviale ring of nulring genoemd.
Ringen die deel uitmaken van andere ringen worden deelringen genoemd. Afbeeldingen tussen ringen met betrekking tot de ring operaties, en waarbij het de eenheidselementen op elkaar worden afgebeeld, worden ringhomomorfismen genoemd. Ringen vormen samen met hun ringhomomorfismen een categorie (de zogenaamde categorie van ringen). Nauw verwant aan ringen is het begrip van idealen, bepaalde deelverzamelingen van ringen, die ontstaan als kern van homomorfismen en die kunnen dienen om factorringen te definiëren. Basisfeiten over idealen, homomorfismen en factorringen zijn vastgelegd in de isomorfismestellingen en in de Chinese reststelling.
Een ring wordt commutatief genoemd als de operatie vermenigvuldiging voor de betreffende ring commutatief is. Commutatieve ringen lijken op de vertrouwde getallensystemen. Er zijn verschillende definities voor commutatieve ringen opgesteld met als doel om de eigenschappen, bekend van de gehele getallen te herstellen. Commutatieve ringen zijn ook belangrijk in de algebraïsche meetkunde. In de commutatieve ringtheorie, worden getallen vaak vervangen door idealen, en de definitie van priemidealen probeert de essentie van priemgetallen te vangen. Integriteitsdomeinen, niet-triviale commutatieve ringen, waar geen twee niet-nul zijnde elementen vermenigvuldigen met als resultaat nul, veralgemenen een andere eigenschap van de gehele getallen en dienen als de juiste rijk om het begrip "deelbaarheid" te bestuderen. Hoofdideaaldomeinen zijn integriteitsdomeinen, waarin elk ideaal door een enkel element kan worden gegenereerd, een ander eigenschap die wordt gedeeld met de gehele getallen. Euclidische domeinen zijn integriteitsdomeinen, waarin de algoritme van Euclides kan worden uitgevoerd. Belangrijke voorbeelden van commutatieve ringen kunnen worden geconstrueerd als ringen van veeltermen en hun factorringen.
Niet-commutatieve ringen lijken in vele opzichten op ringen van matrices. Naar het model van algebraïsche meetkunde zijn er onlangs pogingen in het werk gesteld om een niet-commutatieve meetkunde op basis van niet-commutatieve ringen te definiëren. Niet-commutatieve ringen en associatieve algebra's (ringen die tevens vectorruimten) zijn) worden vaak bestudeerd door middel van hun categorieën van modulen. Een moduul over een ring is een Abelse groep waar de ring op inwerkt als een ring van endomorfismen, nauw verwant aan de manier, waarop velden (integriteitsdomeinen, waarin elke niet-nul element inverteerbaar is) inwerken op vectorruimten. Voorbeelden van niet-commutatieve ringen worden gegeven door ringen van vierkante matrices of meer algemeen door ringen van endomorfismen van abelse groepen of modules, en door monoïde ringen.

### Alternatieve definities
In dit artikel eisen we dat een ring eenheidselement heeft. Een drietal {\displaystyle (R,+,\cdot )} dat aan dezelfde eisen voldoet maar geen eenheidselement heeft, wordt ook wel een rng genoemd, waarbij de i wordt weggelaten omdat dit een 'ring zonder identiteit' is. Sommige bronnen definiëren een ring als een rng, en noemen een ring met multiplicatieve eenheid een unitaire ring of een eenheidsring. In het bijzonder eiste Emmy Noether, de grondlegger van de ringtheorie, niet dat een ring een multiplicatieve eenheid heeft. Tot ongeveer 1960 was deze definitie standaard. Vanaf de zestiger jaren werd de definitie met eenheid gangbaarder. Toch worden er nog steeds boeken gepubliceerd die de multiplicatieve eenheid weglaten. 
Bronnen over commutatieve algebra of algebraïsche meetkunde kijken vaak enkel naar commutatieve ringen, en gebruiken de conventie dat een ring altijd commutatief is. 

## Geschiedenis
De studie van ringen ontstond uit de theorie van de veeltermringen en de theorie van de algebraïsche getaltheorie, de algebraïsche meetkunde en de invariantentheorie. Centraal in de ontwikkeling van deze studieterreinen staan de ringen van de gehele getallen in de algebraïsche getallenlichamen en algebraïsche functievelden en de ringen van veeltermen in twee of meer variabelen.
Leonhard Euler ontdekte diofantische vergelijkingen waarvan de (gehele) oplossingen het eenvoudigst kunnen worden opgespoord met behulp van irrationale of imaginaire getallen. Carl Friedrich Gauss realiseerde zich dat die hulpgetallen zo goed werken omdat ze zich als gehele getallen gedragen, en in het bijzonder omdat ze een soort priembegrip ondersteunen waarin nog steeds de unieke ontbinding in priemgetallen geldt (zie hoofdstelling van de rekenkunde). Bij Ernst Kummer en Richard Dedekind groeide dit uit tot het ideaalbegrip.
In het midden van de negentiende eeuw ondergroef de verschijning van hypercomplexe getallen de dominantie van velden in de wiskundige analyse. De niet-commutatieve ringtheorie is begonnen met pogingen om de complexe getallen uit te breiden met verschillende hypercomplexe getallensystemen. Dedekind introduceerde in 1876 als eerste het concept van een ring. De term Getallenring werd door David Hilbert bedacht in zijn artikel Die Theorie der algebraischen Zahlkörper, Jahresbericht Mathematiker Vereinigung der Deutschen, Vol. 4, 1897.
Het ontstaan van de theorieën van de commutatieve en niet-commutatieve ringen vindt weliswaar zijn oorsprong in de negentiende eeuw, haar rijpheid bereikte de ringtheorie echter pas rond 1920. De eerste axiomatische definitie van een ring werd door Adolf Fraenkel gegeven in zijn essay in Journal für die reine und angewandte Mathematik (A. L. Crelle), vol. 145, 1914. In 1921 stelde Emmy Noether het eerste axiomatische fundament voor de theorie van de commutatieve ringen op in haar invloedrijke artikel Ideaaltheorie in Ringen.

## Nuttige stellingen
- Stelling van Artin-Wedderburn

## Generalisaties
Elke ring kan worden opgevat als een pre-additieve categorie met een enkel object. Het is daarom logisch om willekeurige pre-additieve categorieën te beschouwen als veralgemeningen van ringen. En inderdaad kunnen veel definities en stellingen, die oorspronkelijk voor de ringtheorie zijn opgesteld, worden "vertaald" naar deze meer algemene context. Optelbare functoren tussen pre-additive categorieën veralgemenen het concept van ringhomomorfismen, en idealen in additieve categorieën kunnen worden gedefinieerd als onder toevoeging gesloten verzamelingen van morfismen en onder compositie met willekeurige morfismen.